# Un sacchetto di biglie (film 2017)
Un sacchetto di biglie (Un sac de billes) è un film storico del 2017 diretto da Christian Duguay.
La pellicola è l'adattamento cinematografico del celebre omonimo romanzo di Joseph Joffo del 1973 e un remake dell'omonimo film diretto da Jacques Doillon nel 1975.

## Trama
Francia, 1942. Joseph e Maurice sono due giovani fratelli ebrei che vivono la loro infanzia serenamente: d'estate giocano tra le onde, d'inverno si sfidano a battaglie di palle di neve.
Fino a quando tutto cambia. A scuola sono costretti a indossare segni distintivi sulla giacca della divisa, come tutti gli altri bambini ebrei; vengono esclusi e additati dai compagni, emarginati dagli amici che ora li guardano in modo diverso.
La situazione si complica a tal punto che una sera il padre annuncia loro che dovranno partire in cerca di un luogo più sicuro. I bambini si mettono così in viaggio da soli verso la zona di occupazione italiana nel sud della Francia per sfuggire ai nazisti e raggiungere la cosiddetta "terra libera". In qualche modo riescono a eludere i controlli delle SS, imparano a riconoscere il rumore dei tremendi camioncini che sciamano per il Paese e a scappare prima che gli ufficiali a bordo si accorgano della loro presenza.
Il film segue i due bambini nella loro fuga da Parigi alla ricerca di un rifugio definitivo, mostra senza filtri le insormontabili difficoltà che affrontano lungo il percorso e come, con un'incredibile dose di astuzia, coraggio e ingegno riescono a sopravvivere alle barbarie naziste e a ricongiungersi finalmente alla loro famiglia.
Dopo essersi ricongiunto con i suoi familiari Joseph scopre che suo padre è stato ucciso in un campo di concentramento dopo essere stato arrestato dai tedeschi, dopo questa terribile notizia abbraccia Maurice e i due piangono disperatamente.

## Produzione

### Riprese
La riprese si sono svolte nel mese di settembre del 2015 a Nizza, Briga Marittima, Avignone e Marsiglia.
A Nizza, per qualche minuto, fu appesa sulla facciata dell'Hotel Excelsior una bandiera nazista, che provocò lo stupore di alcuni passanti, nonostante il fatto che il comune avesse avvisato in precedenza i cittadini dello svolgimento delle riprese tramite account Facebook.
Nel novembre del 2015, le riprese si spostano verso Praga e Karlovy Vary.

## Distribuzione
Il film è stato distribuito nelle sale cinematografiche francesi il 15 gennaio 2017, mentre in quelle italiane il 18 gennaio 2018.

## Accoglienza

### Critica
Il film è stato ampiamente acclamato dalla critica cinematografica.
Sul sito web Rotten Tomatoes, il film riceve l'83% delle recensioni professionali positive, con un voto medio di 8/10, basato su 24 recensioni. Invece, su Metacritic, il film ottiene un punteggio di 55 su 100, basato su 7 critiche, indicando "recensioni contrastanti o nella media".

## Riconoscimenti[7]
- 2016 - Philadelphia Film Festival
  - Premio del pubblico per la migliore storia
- 2016 - Atlanta Film Festival
  - Candidatura per il premio della giuria
- 2017 - Premi Sant Jordi
  - Miglior film a Christian Duguay